# Kangala
Kangala est un village et le chef-lieu du département de Kangala dans la province du Kénédougou de la région des Hauts-Bassins au Burkina Faso.

## Géographie
Kangala est situé en pays sénoufos, à environ 9 km au sud de la route nationale 8 qui mène à la frontière malienne (vers Sikasso au Mali), ainsi qu'à 120 km à l'ouest de Bobo-Dioulasso.

## Santé et éducation
Kangala accueille un centre de santé et de promotion sociale (CSPS) tandis que le centre médical avec antenne chirurgicale (CMA) se trouve à Orodara et que le centre hospitalier régional (CHR) est le CHU Souro-Sanon de Bobo-Dioulasso.
Le village possède deux écoles primaires publiques.